# كأس أوروبا 1975–76
كأس أوروبا 1975-76 فاز فريق بايرن ميونيخ الألماني بهذه البطولة بعد أن تغلب على فريق نادي سانت إتيان الفرنسي بنتيجة 1-0. أقيمت المبارة النهائية بين الفريقين في مدينة غلاسكو بتاريخ 12 مايو من عام 1976.

## دور الـ 32
| الفريق الأول             | إجم.         | الفريق الثاني         | مباراة الذهاب | مباراة الإياب |
| ------------------------ | ------------ | --------------------- | ------------- | ------------- |
| بوروسيا مونشنغلادباخ     | 7–2          | واكر إنسبروك          | 1–1           | 6–1           |
| سسكا صوفيا               | 2–3          | يوفنتوس               | 2–1           | 0–2           |
| سلوفان براتيسلافا        | 1–3          | ديربي كاونتي          | 1–0           | 0–3           |
| ريال مدريد               | 4–2          | دينامو بوخارست        | 4–1           | 0–1           |
| بنفيكا                   | 7–1          | فنربخشة               | 7–0           | 0–1           |
| أويبست                   | 5–5 (ق.خ.د)  | زيورخ                 | 4–0           | 1–5           |
| مالمو                    | 3–3 (2–1 ج.) | نادي ماغديبورغ        | 2–1           | 1–2           |
| جونيس إيتش               | 1–8          | بايرن ميونخ           | 0–5           | 1–3           |
| أولمبياكوس               | 2–3          | دينامو كييف           | 2–2           | 0–1           |
| أومونيا                  | 2–5          | ابروتاباندلاج أكرانيس | 2–1           | 0–4           |
| كوبنهاغن بولدكلوب        | 1–5          | سانت إتيان            | 0–2           | 1–3           |
| رينجرز                   | 5–2          | نادي بوهيميان         | 4–1           | 1–1           |
| فلوريانا                 | 0–8          | هايدوك سبليت          | 0–5           | 0–3           |
| ريسنغ وايت ديرنغ مولنبيك | 4–2          | نادي فيكينغ           | 3–2           | 1–0           |
| رتش شوروزو               | 7–2          | كووبيون بالوسيورا     | 5–0           | 2–2           |
| لينفيلد                  | 1–10         | آيندهوفن              | 1–2           | 0–8           |

## دور الـ 16
| الفريق الأول         | إجم. | الفريق الثاني            | مباراة الذهاب | مباراة الإياب |
| -------------------- | ---- | ------------------------ | ------------- | ------------- |
| بوروسيا مونشنغلادباخ | 4–2  | يوفنتوس                  | 2–0           | 2–2           |
| ديربي كاونتي         | 5–6  | ريال مدريد               | 4–1           | 1–5           |
| بنفيكا               | 6–5  | أويبست                   | 5–2           | 1–3           |
| مالمو                | 1–2  | بايرن ميونخ              | 1–0           | 0–2           |
| دينامو كييف          | 5–0  | ابروتاباندلاج أكرانيس    | 3–0           | 2–0           |
| سانت إتيان           | 4–1  | نادي رينجرز              | 2–0           | 2–1           |
| هايدوك سبليت         | 7–2  | ريسنغ وايت ديرنغ مولنبيك | 4–0           | 3–2           |
| رتش شوروزو           | 1–7  | نادي آيندهوفن            | 1–3           | 0–4           |

## ربع النهائي
| الفريق الأول         | إجم.        | الفريق الثاني | مباراة الذهاب | مباراة الإياب |
| -------------------- | ----------- | ------------- | ------------- | ------------- |
| بوروسيا مونشنغلادباخ | 3–3 (ق.خ.د) | ريال مدريد    | 2–2           | 1–1           |
| نادي بنفيكا          | 1–5         | بايرن ميونخ   | 0–0           | 1–5           |
| دينامو كييف          | 2–3         | سانت إتيان    | 2–0           | 0–3           |
| هايدوك سبليت         | 2–3         | آيندهوفن      | 2–0           | 0–3           |

## نصف النهائي
| الفريق الأول | إجم. | الفريق الثاني | مباراة الذهاب | مباراة الإياب |
| ------------ | ---- | ------------- | ------------- | ------------- |
| ريال مدريد   | 1–3  | بايرن ميونخ   | 1–1           | 0–2           |
| سانت إتيان   | 1–0  | آيندهوفن      | 1–0           | 0–0           |

## النهائي

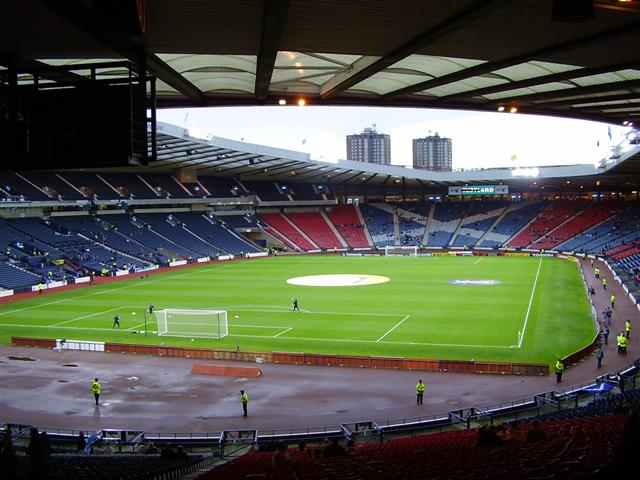
ملعب النهائي

| بايرن ميونخ | 1–0   | سانت إتيان |
| ----------- | ----- | ---------- |
| روث 57'     | تقرير |            |